# West Point (Missisipi)
West Point – miasto w Stanach Zjednoczonych, w stanie Missisipi, siedziba administracyjna hrabstwa Clay.